# Miró de Sició
Miró (grec antic: Μύρων, llatí: Myron; segle vii aC) fou tirà de Sició, pare d'Aristònim de Sició i avi de Clístenes de Sició. Va guanyar una corona a les carreres de carros a la 33a olimpíada (648 aC). En commemoració d'aquesta victòria va erigir un tresor a Olímpia consistent en dues cambres alineades de forma específica. Ho esmenten Pausànies i Heròdot.